# Önder, Altındağ
Önder là một xã thuộc huyện Altındağ, tỉnh Ankara, Thổ Nhĩ Kỳ.